# Уилл Труман
Уильям «Уилл» Труман (англ. William «Will» Truman) — персонаж американского ситкома «Уилл и Грейс» в исполнении актёра Эрика МакКормака. Он является юристом, живущем в Верхнем Вест-Сайде в Нью-Йорке вместе со своей лучшей подругой Грейс Адлер. Сериал также показывает его отношения с двумя другими главными персонажами, Джеком МакФарлендом и Карен Уокер.

## Биография персонажа
Уилл родился 23 октября 1966 года в Бриджпорте, Коннектикут в семье белых англосаксонских протестантов Мэрелин (Блайт Даннер) и Джорджа (Сидни Поллак) Труманов, кроме него в семье было ещё два брата: Пол и Сэм. Уилл признался окружающим в своей гомосексуальности в 1985 году, во время учёбы в колледже. Произошло это после того, как Джек МакФарленд уличил Уилла в отрицании очевидного, а сам Уилл поймал себя на мысли, что его привлекает постер с Кевином Бэйконом, и что его отношения с Грейс Адлер лишь прикрытие его сексуальности.
Окончив Колумбийский университет и Нью-Йоркскую школу права, он начал работать в крупной юридической фирме в надежде однажды стать партнером, но скоро решил основать собственную практику и уволился. Уилл работал на себя до второго сезона сериала, в котором он нанялся в адвокатскую контору «Дюсетт и Штейн», где оставался до конца седьмого сезона. Его следующим работодателем был таинственный Малкольм (Алек Болдуин), который в итоге оказался агентом ФБР. В восьмом сезоне Уилл начал работать в «Коалиции Провосудия», организации, предоставляющей юридическую помощь тем, кто не может себе позволить нанять адвоката. Но в конце концов, Уилл возвращается в «Дюсетт и Штейн», приняв предложение о партнерстве от своего нового босса Марго (Лили Томлин).
Уилл выполняет функции стержня всего сериала. Он обычно спокоен и рассудителен в противовес невротическим выходкам Грейс, ребячеству Джека и пьянству Карен. Уилл наделен тонким чувством юмора и часто отпускает шутки в адрес остальных персонажей.

## Отношения с другими персонажами

### Джек МакФарленд
Уилл и Джек познакомились в 1985 году, Джек помог Уиллу совершить каминг-аут и обрести уверенность для того, чтобы встречаться с мужчинами.
Уилл и сам постоянно становится объектом шуток, особенно со стороны Джека, который не упускает случая поддеть Уилла замечанием о его нескладной личной жизни или его внешнем виде (Джек постоянно называет Уилла «лысым и жирным»). Несмотря на это, Джек неоднократно доказывал свою привязанность к Уиллу.

### Романтические отношения
У Уилла были романтические отношения с тремя девушками: Грейс, школьной подружкой Клэр (Мегин Прайс) и Даяной (Мира Сорвино), девушкой, с которой он провел одну ночь после расставания с Грейс. Даяна была единственной женщиной, с которой у Уилла был секс.
К моменту начала сериала, самыми успешными и продолжительными отношениями Уилла были с бывшим бойфрендом Майклом, с которым он провел семь лет, с 1989 по 1996. Кроме этого, в седьмом сезоне, Уилл завязывает серьёзные отношения с нью-йоркским полицейским Винсом Д’Анжело. Их отношения прервались, когда Винс потерял две работы подряд, так как не мог противостоять желанию примерить перчатки, находясь на службе, он решил сделать перерыв в отношениях с Уиллом и пропал с экранов. Но ближе к финалу восьмого сезона пара воссоединилась после встречи на похоронах отца Уилла. В последней серии стало известно, что Уилл и Винс воспитали сына по имени Бен, который спустя много лет женился на дочери Грейс и Лео Лиле. Конец сериала показывает, что Уилл и Винс сумели сохранить отношения крепкими на протяжении почти 20 лет.

### Семья
Отношения Уилла с родителями гладкие, на первый взгляд, всегда были на грани. В частности с отцом, который внешне благосклонно относился к стилю жизни Уилла, на протяжении многих лет был недоволен гомосексуальностью сына. В восьмом сезоне во время ссоры Джордж признался, что хотел бы, чтобы Уилл не был геем. Обиженный Уилл прекратил общение с отцом, который спустя несколько дней умер от сердечного приступа.

## День рождения и возраст
На протяжении всей жизни Уилл страдал от того, что в каждый его День Рождения кто-то другой или что-то другое, а не он сам оказывался на первых ролях. Это послужило сюжетом к нескольким сериям шоу, включая «Уилл на льду» (1х11), «Цыгане, бродяги и косяки» (3х07) и «Вечеринка с ключом» (7х05). Неоднозначные даты выхода в эфир перечисленных серий дает основание предполагать, что День Рождения Уилла имеет место где-то между октябрём и январём, хотя октябрь — наиболее вероятный месяц. В двух различных эпизодах Джек называл Уилла Весами, что означает, что его День Рождения должен быть в конце сентября — середине октября. Поэтому, логичнее всего считать, что Уилл родился в октябре.
Хотя множество свидетельств говорит о том, что Уилл рожден в 1966 году, некоторые эпизоды противоречат этому. В конце 2005 года в одной из серий Уилл говорит, что ему 41 год, что означает, что он родился в 1964. Но, если это правда, он не мог бы учиться в колледже одновременно с Грейс из-за трехлетней разницы в возрасте, таким образом, можно предположить, что Уилл в этом случае преувеличивает свой возраст. Также он заявляет, что совершил каминг-аут в 19-летнем возрасте, в ноябре 1985 года, что также не соответствовало бы действительности, если бы он родился в 1964 году.

## Дети
Уилл собирался стать донором спермы для своей школьной подруги Клер, чтобы она могла забеременеть, но Грейс была против этого, так как иметь ребёнка от Уилла было её собственным «Планом-Б».
В последнем сезоне Уилл воссоединяется с Винсом и они вместе воспитывают сына Бена. Бен появился на свет в результате искусственного оплодотворения яйцеклеток молодой женщины, продавшей их Уиллу и Винсу, спермой Уилла.

## Принятие
Персонаж был встречен со смешанными отзывами от критиков; некоторые хвалили его за несоответствие гей-стереотипам, в то время как другие критиковали его за то, что является безопасной версией мужчины-гея, созданного в угоду гетеросексуальным зрителям.